# 乌兰察布东路街道
乌兰察布东路街道，是中华人民共和国内蒙古自治区呼和浩特市赛罕区下辖的一个乡镇级行政单位。

## 行政区划
乌兰察布东路街道下辖以下地区：
民政社区、长乐宫社区、先锋路社区、军区第三干休所社区、瑞光社区、武警社区、草原所社区、桥华社区和高院社区。